# أبو بكر محمد بن الخياط
أبو بكر محمد بن أحمد بن منصور (؟ - 320هـ/932م)، ويُعرَف بابن الخياط. وهو نحوي من سمرقند، قدم إلى بغداد وتتلمذ لدى علمائها، ويعُدُّه مُؤَرِّخو النحو العربي من نحاة المدرسة البغدادية في النحو.

## سيرته
اسمه الأصلي أبو بكر محمد بن أحمد بن منصور، ويُعرَفُ بابن الخياط، يعود أصله إلى مدينة سمرقند، وقدم إلى بغداد وأقام فيها وتتلمذ لدى علمائها، وكان المبرد قد توفي عند مجيئه، وثعلب لم يكن قادراً على التدريس لكبر سنه، فأخذ النحو وعلوم اللغة عن تلامذتهم. يُعَدُّ ابن الخياط من نحاة المدرسة البغدادية، وهو التيار الذي يوازن بين آراء نحاة البصرة والكوفة، وظل ابن الخياط على الحياد في موقفه من الخلاف البصري الكوفي، ولم يتعصَّب لأي منهما. دخل ابن الخياط في مناظرة شهيرة في بغداد بينه وبين أبي إسحاق الزجاج. يكتب ياقوت الحموي في «معجم الأدباء» أنَّ أبا علي الفارسي أخذ عنه علوم اللغة، وكذلك أبو القاسم الزجاجي. كان ابن الخياط حسن الأخلاق طيب العشرة محبوب الخلقة كما يُروى عنه. تُوفِّي أبو بكر محمد بن الخياط في مدينة البصرة في سنة 320 من التقويم الهجري.

## مؤلفاته
تُنسَب إليه المؤلفات التالية:
- «معاني القرآن».
- «النحو الكبير».
- «الموجز في النحو».
- «المقنع في النحو».